# Secret of Mana
Secret of Mana (聖剣伝説2, Seiken Densetsu 2, «la llegenda de l'espasa sagrada 2») és un videojoc d'acció i aventura publicat originàriament el 1993 al Japó per a la consola Super Famicom, dissenyat per Koichi Ishii i localitzat més tard a l'anglés, alemany i francés amb el mateix títol occidental, «el secret del mana». Va esdevenir un dels tíols més populars de la consola, amb seqüeles en altres plataformes i més d'1,8 milions de còpies venudes.

## Joc
La pantalla mostra els tres possibles jugadors en dues dimensions, cadascú amb els seus punts forts i febles. El protagonista no pot llançar encanteris però és el que té més vida i el que més ràpidament progressa en l'ús de les armes. La noia destaca en màgia guaridora i el follet en màgia ofensiva. Aquest esquema serà repetit per altres jocs del gènere.
El joc permet que juguin tres persones alhora o bé deixar els personatges secundaris com a seguidors automàtics del caràcter activat. Els personatges avancen pel món virtual lluitant contra enemics per guanyar experiència i trobar objectes o personatges que els ajudin en la seva cerca amb missatges i pistes. Els combats es desenvolupen en temps real amb vuit armes que es poden pujar de nivell o encanteris.

## La història
L'heroi principal desobeeix les ordres dels seus parents i agafa una vella espasa d'una pedra (s'aprecia la influència del Rei Artús), que resulta ser una espasa màgica que ha de tornar a la seva esplendor visitant els vuit temples del món de Mana. Un monstre vol impedir que ho aconsegueixi i envia les forces de la mort en la seva ajuda.